# Edmund W. Samuel

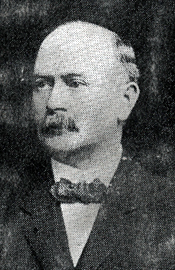
Edmund W. Samuel (1904)

Edmund William Samuel (* 27. November 1857 in Blaenavon, Wales; † 7. März 1930 in Mount Carmel, Pennsylvania) war ein US-amerikanischer Politiker. Von 1905 bis 1907 vertrat er den Bundesstaat Pennsylvania im US-Repräsentantenhaus.

## Werdegang
Im Jahr 1859 kam Edmund Samuel mit seinen Eltern aus seiner walisischen Heimat nach Ashland in Pennsylvania. Er besuchte die öffentlichen Schulen seiner neuen Heimat und arbeitete danach im Kohlebergbau. Dann erlernte er den Beruf des Apothekers. Nach einem Medizinstudium am „Jefferson Medical College“ in Philadelphia und seiner 1880 erfolgten Zulassung als Arzt begann er in Mount Carmel in diesem Beruf zu praktizieren. Dort war er von 1890 bis 1894 auch als Schuldirektor tätig.
Politisch wurde Samuel Mitglied der Republikanischen Partei. Bei den Kongresswahlen des Jahres 1904 wurde er im 16. Wahlbezirk von Pennsylvania in das US-Repräsentantenhaus in Washington, D.C. gewählt, wo er am 4. März 1905 die Nachfolge des Demokraten Charles Heber Dickerman antrat. Da er bei der Wahl im Jahr 1906 nicht wiedergewählt wurde, absolvierte er bis zum 3. März 1907 nur eine Legislaturperiode im Kongress.
Nach dem Ende seiner Zeit im US-Repräsentantenhaus war Edmund Samuel wieder als Arzt tätig. Im Jahr 1908 strebte er erfolglos seine Rückkehr in den Kongress an. Von 1908 bis 1924 war er Generalmanager der Firma „Shamokin-Mount Carmel Transit Co.“ Danach zog er nach New York City, wo er in Brooklyn seinen Lebensabend verbrachte. Er starb am 7. März 1930 in Mount Carmel, wo er auch beigesetzt wurde.